# Port Loko
Port Loko é a capital administrativa e segunda maior cidade do distrito de mesmo nome na região norte de Serra Leoa.